# Måssjön, Gästrikland
Måssjön är en sjö i Gävle kommun i Gästrikland och ingår i Hamrångeån-Testeboåns kustområde. Sjön är 3 meter djup, har en yta på 0,82 kvadratkilometer och befinner sig 36 meter över havet. Sjön avvattnas av vattendraget Trödjeån (Norrmarkbäcken).

## Delavrinningsområde
Måssjön ingår i det delavrinningsområde (674753-157002) som SMHI kallar för Utloppet av Måssjön. Medelhöjden är 41 meter över havet och ytan är 5,57 kvadratkilometer. Det finns ett avrinningsområde uppströms, och räknas det in blir den ackumulerade arean 15,84 kvadratkilometer. Avrinningsområdets utflöde Trödjeån (Norrmarkbäcken) mynnar i havet. Avrinningsområdet består mestadels av skog (82 procent). Avrinningsområdet har 0,82 kvadratkilometer vattenytor vilket ger det en sjöprocent på 14,7 procent.